# BBC Red Button
BBC Red Button (svenska: BBC Röda Knappen) var en tjänst för programinformation och interaktivt TV-tittande hos de brittiska BBC-kanalerna. Namnet kom av den röda knapp på fjärrkontrollen som användes för att öppna BBC Red Button. Tjänsten lanserades 1999, när brittiska text-TV:n fasades ut, men är sedan 2020 nedlagd.